# Ermida de Nossa Senhora do Desterro (Fajã de Santo Amaro)
A Ermida de Nossa Senhora das Candeias também conhecida por Ermida de Nossa Senhora do Desterro por ser localiza-se na rua do Desterro no lugar da Fajã de Santo Amaro, freguesia Santo Amaro,  Concelho de Velas, ilha de São Jorge. 
Esta ermida e dotada de um simples altar com a imagen de Nossa Senhora das Candeias. Realiza-se nesta ermida a festa de Nossa Senhora das Candeias no dia dois de Fevereiro com apenas uma missa.